# Racquetball ai Giochi panamericani
Il racquetball ai Giochi panamericani ha fatto il suo esordio nell'edizione del 1995 a Mar del Plata, in Argentina. Non è stato incluso nell'edizione del 2007 a Rio de Janeiro, tornando in programma nel 2011 in Messico.

## Medagliere
| Pos.   | Nazione     |    |    |    | Totale |
| ------ | ----------- | -- | -- | -- | ------ |
| 1      | Stati Uniti | 13 | 10 | 4  | 27     |
| 2      | Messico     | 7  | 1  | 5  | 13     |
| 3      | Canada      | 0  | 8  | 7  | 15     |
| 4      | Venezuela   | 0  | 1  | 2  | 3      |
| 5      | Bolivia     | 0  | 0  | 3  | 3      |
| 5      | Cile        | 0  | 0  | 3  | 3      |
| 5      | Ecuador     | 0  | 0  | 3  | 3      |
| 8      | Argentina   | 0  | 0  | 1  | 1      |
| 8      | Colombia    | 0  | 0  | 1  | 1      |
| 8      | Porto Rico  | 0  | 0  | 1  | 1      |
| Totale | Totale      | 20 | 20 | 30 | 70     |

## Uomini

### Singolare
| Edizione | Oro                                  | Argento                              | Bronzo                               |
| -------- | ------------------------------------ | ------------------------------------ | ------------------------------------ |
| 1995     | John Ellis                           | Michael Bronfeld                     | Sherman Greenfeld                    |
| 1999     | Adam Karp                            | Michael Bronfeld                     | Rob de Jesús                         |
| 2003     | Jack Huczek                          | Mike Green                           | Rocky Carson                         |
| 2003     | Jack Huczek                          | Mike Green                           | Gilberto Mejia                       |
| 2007     | Non incluso nel programma dei Giochi | Non incluso nel programma dei Giochi | Non incluso nel programma dei Giochi |
| 2011     | Rocky Carson                         | Gilberto Mejia                       | Álvaro Beltrán                       |
| 2011     | Rocky Carson                         | Gilberto Mejia                       | Vincent Gagnon                       |
| 2015     | Rocky Carson                         | Álvaro Beltrán                       | Daniel De La Rosa                    |
| 2015     | Rocky Carson                         | Álvaro Beltrán                       | Conrrado Moscoso                     |

### Doppio
| Edizione | Oro                                       | Argento                                | Bronzo                                                                                      |
| -------- | ----------------------------------------- | -------------------------------------- | ------------------------------------------------------------------------------------------- |
| 1995     | Stati Uniti Sudsy Monchik Tim Sweeney     | Canada Chris Brumwell Jacques Demers   | Venezuela                                                                                   |
| 1999     | Stati Uniti Douglas Ganim Douglas Kachtik | Canada Roger Harripersad Kelly Kerr    | Messico Álvaro Beltrán Javier Moreno                                                        |
| 2003     | Messico Álvaro Beltrán Javier Moreno      | Stati Uniti Rubén González Mike Guidry | Argentina Daniel Maggi Shai Manzuri Canada Corey Osborne François Viens                     |
| 2007     | Non incluso nel programma dei Giochi      | Non incluso nel programma dei Giochi   | Non incluso nel programma dei Giochi                                                        |
| 2011     | Messico Álvaro Beltrán Javier Moreno      | Venezuela César Castro Jorge Hirsekorn | Canada Timothy Landeryou Kristofer Odegard Stati Uniti Shane Vanderson Christopher Crowther |
| 2015     | Stati Uniti Jansen Allen Jose Rojas       | Bolivia Conrrado Moscoso Roland Keller | Canada Vincent Gagnon Tim Landeryou Messico Álvaro Beltrán Javier Moreno                    |

### Squadre
| Edizione  | Oro                                                    | Argento                                                          | Bronzo |
| --------- | ------------------------------------------------------ | ---------------------------------------------------------------- | --- |
| 1995      | Stati Uniti                                            | Canada                                                           | Venezuela |
| 1999–2007 | Non incluso nel programma dei Giochi                   | Non incluso nel programma dei Giochi                             | Non incluso nel programma dei Giochi                                                                               |
| 2011      | Messico Álvaro Beltrán Javier Moreno                   | Stati Uniti Rocky Carson Shane Vanderson Christopher Crowther    | Colombia César Castillo Jorge Hirsekorn Ecuador Fernando Ríos José Álvarez                                         |
| 2015      | Messico Álvaro Beltrán Daniel de la Rosa Javier Moreno | Stati Uniti Jansen Allen Jake Bredenbeck Rocky Carson José Rojas | Bolivia Carlos Keller Roland Keller Conrrado Moscoso Canada Vincent Gagnon Michael Green Coby Iwaasa Tim Landeryou |

## Donne

### Singolare
| Edizione            | Oro                                  | Argento                              | Bronzo                               |
| ------------------- | ------------------------------------ | ------------------------------------ | ------------------------------------ |
| 1995                | Michelle Gould                       | Cheryl Gudinas                       | Carol McFetridge                     |
| 1999                | Cheryl Gudinas                       | Christie Van Hees                    | Laura Fenton                         |
| 2003                | Cheryl Gudinas                       | Laura Fenton                         | Angela Grisar Lori-Jane Powell       |
| 2007 Rio de Janeiro | Non incluso nel programma dei Giochi | Non incluso nel programma dei Giochi | Non incluso nel programma dei Giochi |
| 2011                | Paola Longoria                       | Rhonda Rajsich                       | Cheryl Gudinas María Vargas          |
| 2015                | Paola Longoria                       | María Vargas                         | María Sotomayor Rhonda Rajsich       |

### Doppio
| Edizione | Oro                                      | Argento                                      | Bronzo                                                                     |
| -------- | ---------------------------------------- | -------------------------------------------- | -------------------------------------------------------------------------- |
| 1995     | Stati Uniti Joy MacKenzie Jackie Paraiso | Canada Vicky Brown-Shanks Deborah Ward       | Messico                                                                    |
| 1999     | Stati Uniti Joy MacKenzie Jackie Paraiso | Canada Lori-Jane Powell Deborah Ward         | Cile Angela Grisar Loreta Barriga                                          |
| 2003     | Messico Susana Acosta Rosa Torres        | Stati Uniti Jackie Rice Kim Russell          | Bolivia Paola Núñez Caroli Santos Canada Josée Grand'Maître Julie Neubauer |
| 2007     | Non incluso nel programma dei Giochi     | Non incluso nel programma dei Giochi         | Non incluso nel programma dei Giochi                                       |
| 2011     | Messico Paola Longoria Samantha Salas    | Stati Uniti Rhonda Rajsich Aimee Ruiz        | Ecuador María Córdova María Muñoz Cile Angela Grisar Carla Muñoz           |
| 2015     | Messico Paola Longoria Samantha Salas    | Argentina María Vargas Veronique Guillemette | Ecuador María Sotomayor María Muñoz Stati Uniti Rhonda Rajsich Kim Russell |

### Squadre
| Edizione  | Oro                                   | Argento                                              | Bronzo                                                                     |
| --------- | ------------------------------------- | ---------------------------------------------------- | -------------------------------------------------------------------------- |
| 1995      | Stati Uniti                           | Canada                                               | Messico                                                                    |
| 1999–2007 | Non incluso nel programma dei Giochi  | Non incluso nel programma dei Giochi                 | Non incluso nel programma dei Giochi                                       |
| 2011      | Messico Paola Longoria Samantha Salas | Stati Uniti Cheryl Gudinas Rhonda Rajsich Aimee Ruiz | Ecuador María Muñoz María Córdova Bolivia Cintia Loma Jenny Daza           |
| 2015      | Messico Paola Longoria Samantha Salas | Stati Uniti Michelle Key Rhonda Rajsich              | Canada Frederique Lambert Jen Saunders Ecuador María Sotomayor María Muñoz |

## Eventi disputati
| Evento              | 1995 | 1999 | 2003 | 2011 | 2015 |
| ------------------- | ---- | ---- | ---- | ---- | ---- |
| Singolare maschile  | •    | •    | •    | •    | •    |
| Doppio maschile     | •    | •    | •    | •    | •    |
| Squadre maschile    | •    |      |      | •    | •    |
| Singolare femminile | •    | •    | •    | •    | •    |
| Doppio femminile    | •    | •    | •    | •    | •    |
| Squadre femminile   | •    |      |      | •    | •    |
|                     |      |      |      |      |      |
| Eventi              | 6    | 4    | 4    | 6    | 6    |